# Poa pseudoabbreviata
Poa pseudoabbreviata là một loài cỏ trong họ hòa thảo, thuộc chi poa.